# John Shanley

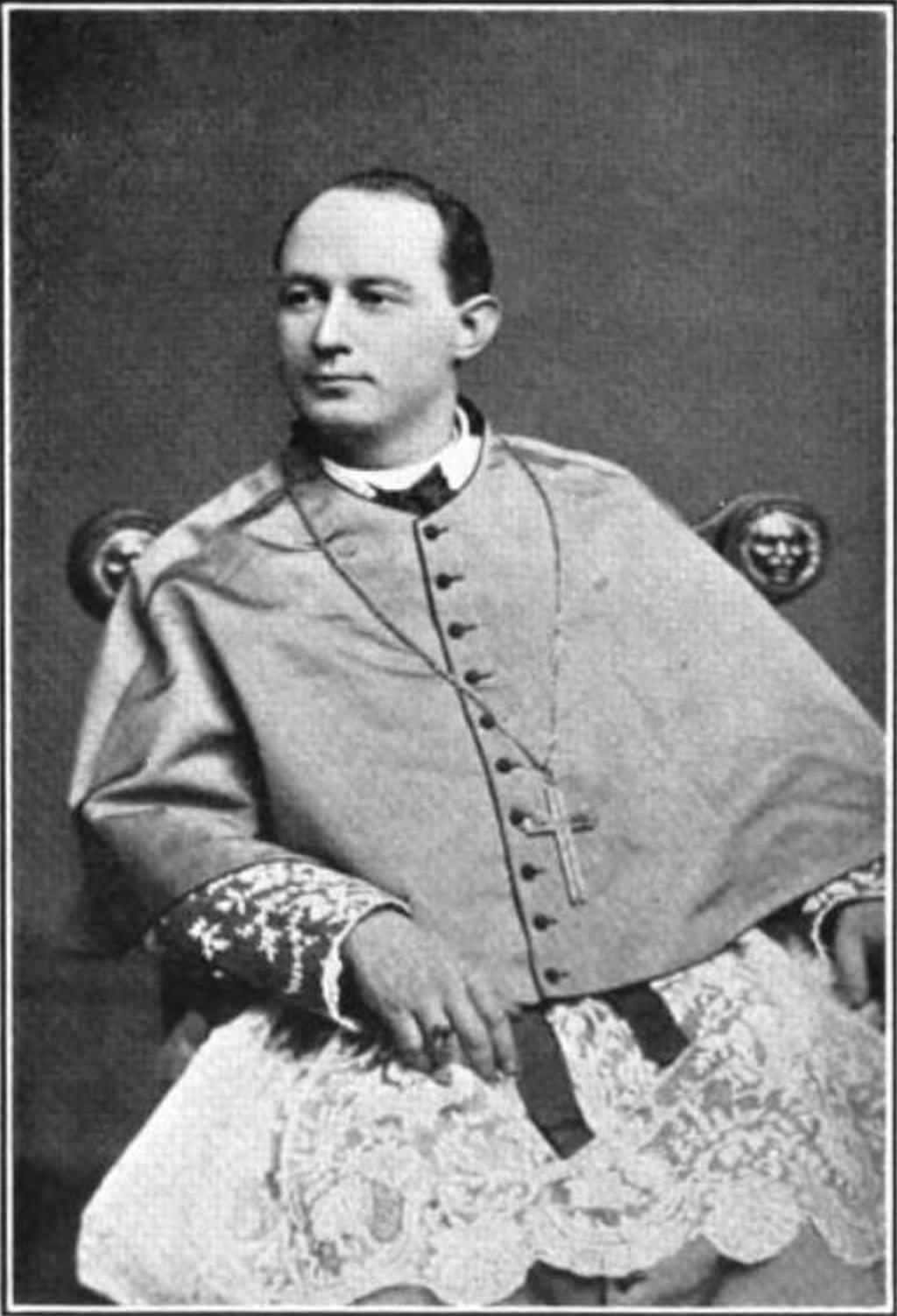
John Shanley

John Shanley (* 4. Januar 1852 in Albion, New York, USA; † 16. Juli 1909 in Fargo, North Dakota) war Bischof von Fargo.

## Leben
John Shanley besuchte das St. John’s College in Collegeville Township, Minnesota. Shanley studierte Katholische Theologie und Philosophie am Collegio Urbano de Propaganda Fide in Rom. Er empfing am 30. Mai 1874 das Sakrament der Priesterweihe.
Am 29. November 1889 ernannte ihn Papst Leo XIII. zum Bischof von Jamestown (im April 1897 in Bistum Fargo umbenannt). Der Erzbischof von Saint Paul, John Ireland, spendete ihm am 27. Dezember desselben Jahres die Bischofsweihe; Mitkonsekratoren waren der emeritierte Bischof von Saint Paul, Thomas Langdon Grace OP, und der Bischof von Sioux Falls, Martin Marty OSB.